# Parc Nacional de Limpopo
El Parc Nacional de Limpopo (en portuguès: Parque Nacional do Limpopo) va néixer quan l'Àrea d'utilització de vida salvatge de Coutada 16 a la Província de Gaza, Moçambic,es va passar d'una concessió de caça a una àrea protegida. Forma part del Parc transfronterer del Gran Limpopo amb el Parc Nacional Kruger de Sud-àfrica i el Parc Nacional de Gonarezhou a Zimbabwe. Administrativament està dividit entre el districte de Chicualacuala (6,400 quilometres quadrats (2,500 sq mi)), el districte de Massingir (2,100 quilometres quadrats (810 sq mi)), i el districte de Mabalane (1,500 quilometres quadrats (580 sq mi)).

## Història
Amb l'ajuda de R42 milions donats per Alemanya el nou parc s'està desenvolupant amb tanques i unitats contra la caça furtiva. El parc està dividit en tres zones d'ús independents: una zona turística, una zona salvatge, i una zona d'utilització dels recursos (de caça). Al sud es troba la presa de Massingir i la ciutat de Massingir, que és la seu administrativa del nou parc, mentre que la frontera nord és el riu Limpopo.
El 2001 es va posar en marxa la translocació d'un gran nombre d'animals del Parc Nacional Kruger al nou parc. Les obres del nou lloc fronterer de Giriyondo entre Sud-àfrica i Moçambic es va iniciar al març de 2004.
- Es van construir la seu del parc i els habitatges del personal.

- Les primeres instal·lacions turístiques es van obrir al setembre del 2005 i inclouen el campament de tendes de campanya Machampane,sender desert de Machampane, Shingwedzi 4×4 sender ecològic, Camping d'Aguia Pesqueira, ruta de senderisme Massingir, i Campismo Albufeira.

- La segona fase del desenvolupament del turisme al parc es va iniciar en la primera part del 2008. Això implica el desenvolupament de concessions a les àrees de Boala i Madonse, així com un augment de la concessió a Massingir.

El Parc Nacional de Limpopo és part del major Parc transfronterer del Gran Limpopo, un parc de la pau de 35.000 km² que unirà el Parc Nacional de Limpopo, el Parc Nacional Kruger a Sud-àfrica, el Parc Nacional de Gonarezhou, Manjinji Pa Santuari i Malipati Zona Safari a Zimbabwe, així com l'àrea entre el Kruger i Gonarezhou, la terra comunal Sengwe a Zimbabwe i la regió Makuleke a Sud-àfrica.